# Blood Inside
Blood Inside — шестой студийный альбом норвежской группы Ulver, вышедший в 2005 году.

## Об альбоме
На Blood Inside группа, начинавшая как блэк-металическая, продолжила эксперименты с различными жанрами, музыканты представили песни, написанные в разнообразных стилях. На альбоме можно обнаружить элементы прогрессивного рока, классической музыки, эмбиента и техно. Рецензент Stylus сравнил альбом с музыкой Брайана Ино и XTC, а отличительной чертой назвал сложные многослойные вокальные партии.

## Список композиций
| №                   | Название              | Длительность |
| ------------------- | --------------------- | ------------ |
| 1.                  | «Dressed in Black»    | 7:06         |
| 2.                  | «For the Love of God» | 4:11         |
| 3.                  | «Christmas»           | 6:15         |
| 4.                  | «Blinded by Blood»    | 6:22         |
| 5.                  | «It Is Not Sound»     | 4:37         |
| 6.                  | «The Truth»           | 4:01         |
| 7.                  | «In the Red»          | 3:30         |
| 8.                  | «Your Call»           | 6:07         |
| 9.                  | «Operator»            | 3:36         |
| Общая длительность: | Общая длительность:   | 45:45        |

## Участники записи
- Кристофер Рюгг (Trickster G.) (Garm) — вокал
- Tore Ylwizaker — программирование
- Jørn H. Sværen — ударные
- Håvard Jørgensen — гитары

### Приглашённые участники
- Bosse — гитары
- Czral — ударные
- Jeff Gauthier — скрипки
- Майк Кенелли (Mike Keneally) — гитары
- Andreas Mjos — вибрафон
- Maja S.K. Ratkje — хор
- Knut Ålefjær — ударные и перкуссия